# Danse de caractère

Aleksander Tarnowski et Konstancja Turczynowiczowa dansent la kaczucha dans le ballet "Hrabina i Wieśniaczka" au Teatrze Wielki. Il s’agit d’une lithographie en noir et blanc de Henryk Hirszel (1809-1877)

La danse de caractère est une forme de danse théâtrale apparue au milieu du XVIIIe siècle. Elle s'inspire des pas de danse traditionnelle et de métiers, principalement la Russie et les peuples d'Europe, qu'elle stylise et adapte à la technique académique.
C'est probablement aux théâtres de la foire que se développe la danse de caractère, enrichissant le répertoire du ballet-pantomime par de nouveaux pas et de nouveaux personnages. À la fin du XVIIIe siècle, on voit apparaître un grand nombre de variations introduites dans les ballets et les contredanses : La Provençale, La Cosaque, le pas chinois, le pas des sabotiers, sont autant de nouvelles figures qui agrémentent les chorégraphies.
Au XIXe siècle, La Cachucha de Jean Coralli (dansée par Fanny Elssler et notée par Zorn) en est un des premiers exemples typiques, et chaque danseuse se doit d'avoir sa spécialité, puisant dans le folklore italien, espagnol, russe ou polonais.
Parallèlement se développe une danse de caractère à vocation militaire, dansée par les « prévôts de danse » et les « maîtres de danse ». Cette tradition se développe et perdure dans certaines régions de France comme la Sarthe, la Provence et le Gard, la Soule (Pays basque). À l'occasion des « assauts de danse », les meilleurs élèves passent leur brevet pour devenir « prévôt » et « maître ». On a retrouvé des brevets de danse s'étalant entre 1822 et 1889. Cette tradition est ensuite intégrée au répertoire des groupes folkloriques.
Au XXe siècle, la danse de caractère devient une discipline autonome et elle connaît une grande vogue grâce à des troupes nationales dont le répertoire est entièrement constitué de cette forme chorégraphique. On citera, entre autres, le Ballet Moïsseïev, Olga Stens et son amie Antoinette Guédy (Ballet légendaire de l'Ile-de-France), Antonio Gades ou Riverdance, inspirés respectivement des folklores russe, ukrainien, français, espagnol (flamenco) et irlandais.
Aujourd'hui en Provence, des « assauts de danses » sont organisés chaque année le jeudi de l'Ascension par l'ordre des maîtres de danse, sous l'égide de la Fédération folklorique méditerranéenne. Des groupes présentent des spectacles librement inspirés des danses de caractère.